# Astyoché fille d'Actor
Pour les articles homonymes, voir Astyoché.
Cet article court présente un sujet plus développé dans : Actor (fils d'Azée), Ascalaphe et Ialmène et Minyens.
Astyoché, fille d’Actor, est décrite dans le deuxième livre de l’Iliade (et plus précisément dans le « Catalogue des vaisseaux ») comme la mère d’Ascalaphe et Ialmène qui sont commandants des Minyens pendant la guerre de Troie.
Elle aurait été prise par Arès (le dieu de la guerre chez les Grecs anciens) en secret alors qu’elle serait montée dans la chambre du haut du palais de son père.
Pausanias le Périégète rapporte lui-aussi la même histoire. 